# Callopistria plinthobaps
Callopistria plinthobaps är en fjärilsart som beskrevs av Hans Zerny 1916. Callopistria plinthobaps ingår i släktet Callopistria och familjen nattflyn. Inga underarter finns listade i Catalogue of Life.